# Avallo
L'avallo (dal francese aval, contrazione di à valoir, "da far valere") è un tipo di garanzia a copertura di un'obbligazione contratta da altri.

## Caratteristiche
È espressa con una sottoscrizione (apposizione della firma in calce al documento) con cui si garantisce il pagamento di un assegno o di una cambiale.
È una garanzia cartolare del pagamento che risulta dovuto in base al titolo di credito (assegno o cambiale): viene assunta dal garante con la firma apposta sul titolo e preceduta dalla formula "per avallo" o altra equivalente.
La natura cartolare di questa garanzia è evidente nel fatto che il garante è obbligato nello stesso modo di chi è tenuto al pagamento in forza del titolo (obbligato cambiario).
Malgrado l'autonomia, comunque, la rilevanza della causa di garanzia dell'obbligazione dell'avallante porta ad una limitata accessorietà: l'avallante non è infatti l'obbligato principale e comunque può opporre al creditore cartolare la nullità dell'obbligazione garantita. La giurisprudenza ritiene anche che l'avallante possa opporre le cause di estinzione proprie dell'obbligazione garantita.

## Differenza con la fideiussione
L'avallo è inoltre una garanzia personale tipica: la sua autonomia (ovvero, il suo essere valida malgrado un'eventuale invalidità dell'obbligazione garantita) la differenzia dalla fideiussione.